# Carmen Polo y Martínez-Valdés

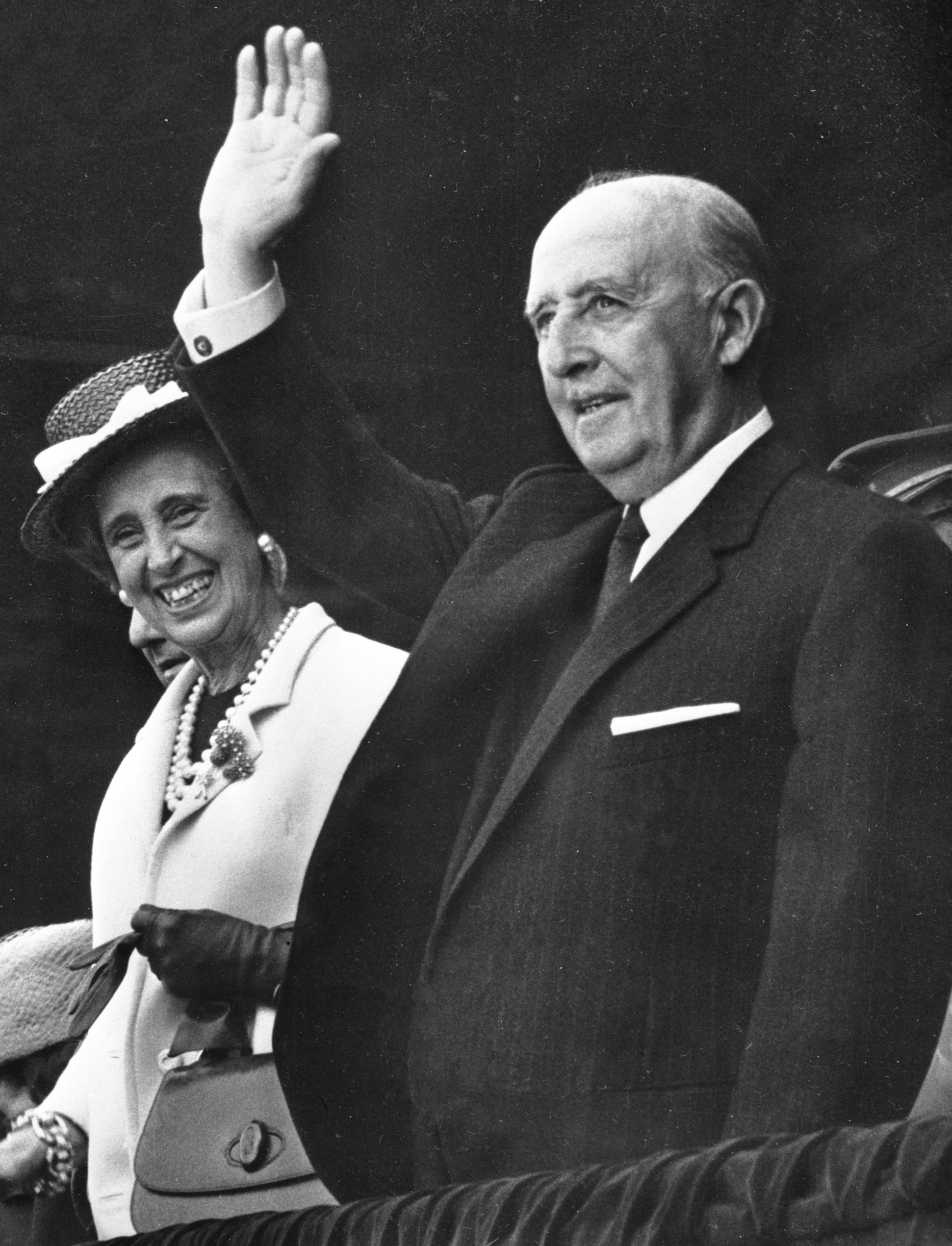
Carmen Polo y Martínez-Valdés mit Francisco Franco, 1968

María del Carmen Polo y Martínez-Valdés (* 11. Juni 1900 in Oviedo; † 6. Februar 1988 in Madrid) war die Ehefrau von General Francisco Franco. Sie hatten gemeinsam eine Tochter, Carmen Franco y Polo.

## Leben
Carmen Polo war die Tochter von Felipe Polo y Flórez de Vereterra und Ramona Martínez-Valdés y Martínez-Valdés (gestorben am 8. Februar 1914) und Schwester von María Isabel, Felipe und Ramona, genannt Zita, die mit Ramón Serrano Súñer verheiratet war. Sie begegnete Francisco Franco vermutlich zum ersten Mal im Zeitraum zwischen 1917 und 1920 in Oviedo. Im Oktober 1923 heirateten sie. Francisco Franco war von 1936 bis 1975 Diktator Spaniens.
Polo hatte als First Lady Spaniens maßgeblichen Einfluss auf das Regime ihres Mannes, insbesondere bei der Ernennung von Carlos Arias Navarro zum Ministerpräsidenten (während ihr Mann bereits erkrankt war) sowie der Zensur der Presse. Sie war unumstritten die einflussreichste Frau im Franquismus, insbesondere in Bezug auf dem Umgang mit der römisch-katholischen Kirche sowie in Fragen der öffentlichen Sittlichkeit. Nach Ansicht von Sozialwissenschaftlern war ihre sittenstrenge Erziehung ausschlaggebend für die weitreichende Zensur bezüglich erotischer Aspekte in der spanischen Literatur, dem Theater und dem Kino.
Der deutsche Historiker Eberhard Straub sieht Polo als ausschlaggebend für Francos sehr bewusste, innerliche Frömmigkeit, die für Militärs eher ungewöhnlich war. Auch dem französischen Historiker und Franco-Biograf Bartolomé Bennassar zufolge hat Polo eine Hinwendung ihres Mannes zum Katholizismus herbeigeführt. Bennassar vermutet aber, dass Francisco Franco sich mehr aus Konformität den kirchlichen Kulthandlungen unterzogen hat.
Bereits in der Frühphase der Diktatur beklagte der Faschist Serrano Súñer ernüchtert gegenüber dem gleichgesinnten Italiener Galeazzo Ciano einen unheilvollen Einfluss, den Carmen Polo auf ihren Mann ausübe. Im Zusammenhang mit Franco wurde häufig über Nepotismus in seinem Umfeld geschrieben, der nicht zuletzt auf Carmen Polo zurückgeführt wurde.
Nach dem Tode ihres Mannes wurde Polo zur Identifikationsfigur von Francos politischen Anhängern in El Movimiento. Zu jedem Jahrestag von Francos Tod nahm sie an der von Tausenden von Faschisten besuchten Beerdigungsmesse im Gedächtnis ihres Mannes in der unterirdischen Basilika im Valle de los Caídos teil, wo Tausende von Kämpfern beider Seiten, die 1936–1939 im Spanischen Bürgerkrieg getötet wurden, begraben sind.

## Verfilmungen
- Carmen Polo y Martínez-Valdés bei IMDb